# Успение Богородично (Старо Сайта)
Вижте пояснителната страница за други значения на Успение Богородично.
„Успение Богородично“ (на гръцки: Κοιμήσεως της Θεοτόκου) е православна църква, разположена край сярското село Сайта (Лангади), Гърция, част от Сярската и Нигритска епархия.
Църквата е изградена в 1730 година, според запазения мраморен надпис. Разположена е в старото село Сайта в Орсовата планина (Кердилио). Църквата е разграбена по време на германската окупация през Втората световна война. В 1947 - 1949 година селото е разрушено по време на Гражданската война и се мести на север в равното. Църквата е възстановена. В музея на Сярската митрополия се пазят две икони от храма.